# Absolute Music 18
Absolute Music 18 er en kompilation i serien Absolute Music udgivet 6. oktober 1998.

## Spor
1. E-Type – "Angels Crying"
2. Modern Talking – "You're My Heart, You're My Soul '98"
3. Drömhus – "Vill Ha Dig"
4. Cartoons – "DooDah !"
5. Boyzone – "No Matter What"
6. 4 the Cause – "Stand By Me"
7. All Saints – "Lady Marmalade"
8. Søren Sko – "Revelation"
9. Ace of Base – "Cruel Summer"
10. Another Level – "Freak Me"
11. Den Gale Pose feat. Laid Back – "Den Dræbende Joke"
12. Hit'n'Hide – "Space Invaders"
13. Spice Girls – "Viva Forever"
14. Simply Red – "Say You Love Me"
15. Solveig Sandnes – "Marie"
16. Roméo – "Coming Home"
17. Lutricia McNeal (en) – "Stranded"
18. Bran Van 3000 – "Drinking In L.A."